# Leptopyrgota brevipennis
Leptopyrgota brevipennis är en tvåvingeart som beskrevs av Georges Bernardi 1992. Leptopyrgota brevipennis ingår i släktet Leptopyrgota och familjen Pyrgotidae. Inga underarter finns listade i Catalogue of Life.